# João Mendonça Falcão
João Mendonça Falcão (São Paulo, 4 de janeiro de 1918–13 de janeiro de 1997) foi um político e dirigente esportivo brasileiro, que ocupou a presidência da Federação Paulista de Futebol por quase quinze anos, entre 1955 e 1970. Foi prefeito de Guarulhos durante três meses em 1947, deputado estadual entre 1951 e 1969 e deputado federal entre 1982 e 1987.

## Esporte

### Presidência da Federação Paulista de Futebol
Mendonça Falcão já era deputado estadual quando se candidatou à presidência da Federação Paulista de Futebol, em abril de 1955, como representante de uma chapa de clubes liderados pelo Corinthians, após o Superior Tribunal de Justiça Desportiva da CBD tornar sem efeito a eleição de seu antecessor, Mário Frugiuele. Candidato único, em chapa com o presidente da Portuguesa, Luís Portes Monteiro, como vice, Falcão foi eleito com onze votos dados pelos clubes que o apoiavam (exceto o ausente Jabaquara), enquanto os demais clubes se ausentaram da votação.
O Diário Popular criticou a eleição de Falcão, por ele ser ligado ao presidente do Corinthians, Alfredo Ignácio Trindade, e por ter pouca ligação com o futebol: "As promessas de [Trindade], no sentido de encontrar um candidato neutro, que congregasse em torno de seu nome as duas correntes, não foram cumpridas. Tem-se a impressão de que candidato fora das fileiras corintianas não serviria. E o que é mais lamentável é que encontraram um pretendente à curul presidencial cuja bagagem futebolística não o recomenda muito para a alta investidura."
A eleição de Falcão, entretanto, fez com que o futebol paulista ganhasse mais voz fora de seu estado. Nas palavras de Luís Murgel, dirigente da Federação Carioca nos anos 1950: "Jamais ligamos para o que os paulistas diziam, pois não havia uma voz que pleiteasse ou exigisse como acontece com Mendonça Falcão. Não vejo razão para ninguém reclamar do passado, quando ninguém apareceu na CBD para impor ou discutir."
Reeleito por unanimidade (21 votos) em janeiro de 1964, Falcão foi novamente criticado pelo Diário: "Ninguém pode, em sã consciência, deixar de afirmar que a reeleição de Falcão foi um erro, um erro que deve ser repartido entre todos que o escolheram. Se por muitos e muitos anos, com as rédeas da entidade nas mãos, pouco ou quase nada fez pelo nosso futebol, não se poderá pensar que no triênio que se inicia ele fará mais. Outras razões não pesassem, prepondera a de que Mendonça Falcão nem sequer tem um plano de reformas ou mesmo programa. Promete como sempre prometeu, mas não realiza mais do que o futebol de per si faz na sua própria linha ascendente. Na parte política, porém, ele é quase um mestre, porque sabe iludir a todos."
Seu estilo de administração foi resumido pelo tesoureiro da FPF, Wilson Mendonça da Costa Florin, em uma entrevista de 1965 ao Diário Popular: "Sem dúvida alguma, [o resultado do balanço da entidade naquele ano] é o fruto de um administração brilhante e firme do presidente João Mendonça Falcão, que vem imprimindo há longos anos a esta federação uma diretriz segura. Todos sabem que o nosso presidente restringe ao máximo os gastos desta entidade, para que no fim de cada exercício possa devolver aos filiados o produto desta poupança administrativa. Sente-se, então, que o zelo do presidente Mendonça Falcão visa mais aos clubes e menos à entidade."
Falcão não escondia que se sentia o "dono" da FPF, como nesta declaração de 1965: "Podem falar, podem criticar e dizer o que entenderem, inclusive que sou dono da FPF. Dali só sairei, realmente, quando bem o entender. Todo mundo fala. Mas, no dia em que eu começar a falar, quero ver quem vai aguentar."

### Presidência do Conselho Nacional de Desportos
Uma alteração nos estatutos da Federação permitiu que Falcão pudesse ocupar também a presidência do Conselho Nacional de Desportos (CND), para que foi nomeado por um decreto presidencial em abril de 1961. Falcão, porém, optou por afastar-se provisoriamente do cargo na FPF, deixando que José Roberto Bellelli assumisse o posto interinamente, já que o vice, José Ermírio de Moraes Filho, estava viajando ao Exterior. Desta vez, o Diário Popular elogiou a escolha feita pelo presidente Jânio Quadros: "Ninguém pode pôr em dúvida as boas intenções do homem que o presidente da República escolheu para responder pelo posto de primeira autoridade desportiva brasileira. Falcão poderá fazer muito pela melhoria dos desportos nacionais, inclusive conseguir um amparo mais decisivo dos poderes públicos."
Falcão foi empossado no CND em 6 de abril, pelo ministro da Educação, Brígido Fernandes Tinoco. "Não permitirei abusos de quaisquer espécies", discursou Falcão, ao aceitar o posto. "Posso adiantar que tudo farei para corresponder à confiança em mim depositada pelo eminente presidente Jânio Quadros. E de uma coisa todos os meus amigos podem ficar certos. Se eu não tiver meios para levar avante a minha missão ou não puder cumprir com as ordens do presidente Jânio Quadros, podem os esportistas ficar certos de que entregarei o posto da mesma forma como o recebo."
Sua primeira medida, tomada ainda durante a posse, foi anunciar a mudança da sede do CND para o Ministério da Educação. Ele ainda abriu para a imprensa as portas das reuniões do órgão e proibiu qualquer clube brasileiro de fazer amistosos contra o Real Madrid por menos de quarenta mil dólares, explicando que o clube espanhol não cobrava menos do que isso quando ia jogar no Brasil, mas só oferecia "migalhas" quando os brasileiros iam jogar na Espanha. O Vasco da Gama teve de cancelar um amistoso contra o Real por causa disso.
Ele também pretendia implantar alguma medida para impedir o êxodo de futebolistas brasileiros para clubes do Exterior antes da Copa do Mundo de 1962. Era um pedido de Jânio, que tinha solicitado em um de seus "bilhetes": "Preocupa-me a reiterada contratação de futebolistas brasileiros por clubes estrangeiros. Desejam, agora, 'importar' também o Pelé. Cumpre evitar tal processo de enfraquecimento da seleção campeã do mundo. A 'exportação' de atletas não nos interessa. Aguardo providências." A medida era polêmica e poderia até ser inconstitucional, mas foi anunciada pelo CND em 11 de abril, como uma lista de atletas cujos passes não poderiam ser vendidos para clubes de fora do Brasil. "Se Falcão não agisse com a presteza necessária, até mesmo um Pelé poderia vir a deixar o Brasil para ir tornar-se no Exterior mais rico do que já é", aplaudiu o colunista Mugnaini Filho, do Diário Popular.
A gestão de Falcão no CND durou pouco, mas foi analisada assim por Walter Lacerda, do Diário Popular, em um artigo elogioso: "No pouco tempo em que ele ali permaneceu, realizou muito mais do que outros presidentes, que, sentados, gostosa e tranquilamente, tinham por escopo, única e simplesmente, viajar com as delegações da CBD. A dinamização do CND e uma série de medidas que o tornou um órgão verdadeiramente atuante são devidas ao presidente Mendonça Falcão no curto tempo que lá esteve."

### Cassação como deputado e fim do mandato na Federação
Em abril de 1969, foi um dos 59 deputados estaduais cassados pelo Conselho de Segurança Nacional, com base no AI-5. No mesmo dia, pediu licença do cargo de presidente da FPF, alegando tratamento de saúde, e reassumindo três meses depois. Ele pretendia concorrer a mais uma reeleição, no início de 1970, mas acabou desistindo, depois de ser avisado por políticos de Brasília para não comparecer à inauguração do Estádio do Morumbi como representante do futebol paulista. Ainda assim, conseguiu eleger seu sucessor, José Ermírio de Moraes Filho, em chapa única, com o São Paulo como única abstenção.